# Le Tour-du-Parc
Le Tour-du-Parc (en bretó Tro-Park) és un municipi francès, situat a la regió de Bretanya, al departament d'Ar Mor-Bihan. L'any 2006 tenia 990 habitants.

## Demografia
| 1962                                       | 1968 | 1975 | 1982 | 1990 | 1999 |
| ------------------------------------------ | ---- | ---- | ---- | ---- | ---- |
| 483                                        | 502  | 583  | 571  | 672  | 741  |
| Des de 1962: població sense dobles comptes |      |      |      |      |      |

## Administració
| Període   | Identitat           | Partit |
| --------- | ------------------- | ------ |
| 2001-2008 | Camille Le Joubioux |        |
| 2008-     | Georges Sarasin     |        |